# الانتخابات النيابية الأردنية 2020
الانتخابات النيابية الأردنية 2020 هي الانتخابات النيابية الثامنة عشر منذ إعلان استقلال الأردن عام 1946 والتي أجريت في 10 نوفمبر/تشرين الثاني 2020 لانتخاب أعضاء مجلس النواب الأردني التاسع عشر. انتهت فترة مجلس النواب السابق في سبتمبر 2020.

## النظام الانتخابي
تتألف المقاعد البالغ عددها 130 مقعدًا في مجلس النواب من 115 عضوًا يتم انتخابهم عن طريق التمثيل النسبي في قائمة مفتوحة من 23 دائرة انتخابية تتراوح بين ثلاثة وتسعة مقاعد في الحجم و 15 مقعدًا مخصصة للنساء. تم تخصيص تسعة من مقاعد التمثيل النسبي البالغ عددها 115 مقعدًا للأقلية المسيحية، وثلاثة مقاعد أخرى مخصصة للأقليات الشيشانية و‌الشركسية.
تُمنح 15 مقعدًا للنساء اللاتي حصلن على أكبر عدد من الأصوات (لكنها فشلت في انتخابها على قائمتها) في كل من المحافظات الاثنتي عشرة ومقاطعات البادية الثلاث.

## مراحل العملية الانتخابية
في ما يلي المدد القانونية للانتخابات النيابية 2020:
- 29 يوليو- صدور الإرادة الملكية بإجراء انتخابات مجلس النواب وتحديد تاريخ الاقتراع.[5]
- 14 أغسطس- صدور الجداول الأولية للناخبين.
- 27 سبتمبر- إرادة ملكية بحل مجلس النواب الثامن عشر.[6]
- 5 أكتوبر- صدور السجلات النهائية للناخبين.
- 6 أكتوبر- بدأ مرحلة الترشّح.
- 27 أكتوبر- بدأ مرحلة الطعون (للمرشحين).
- 29 أكتوبر- صدور القوائم الأولية للمرشحين.
- 31 أكتوبر- فترة انسحاب المرشحين.
- 10 نوفمبر- يوم الاقتراع.

## شروط الترشح
اعلنت هيئة الانتخاب عن شروط الترشح حيث كانت كالتالي بحسب المادة العاشرة من قانون الانتخاب
- أن يكون أردنيا منذ عشر سنوات على الاقل
- أن يكون قد اتم ثلاثين سنة شمسية من عمره في يوم الاقتراع
- أن لا يكون محكوما عليه بالإفلاس ولم يستعد اعتباره قانونيا
- أن لا يكون محجورا عليه ولم يرفع الحجر عنه
- أن لا يكون محكوما عليه بالسجن مدة تزيد على سنة واحدة بجريمة غير سياسية ولم يعف عنه
- أن لا يكون مجنونا أو معتوها
- أن لا يكون من اقارب الملك في الدرجة التي تعين بقانون خاص
- أن لا يكون متعاقدا مع الحكومة أو المؤسسات الرسمية العامة أو الشركات التي تملكها أو تسيطر عليها الحكومة أو أي مؤسسة رسمية عامة سواء كان هذا التعاقد بطريقة مباشرة أو غير مباشرة باستثناء ما كان من عقود استئجار الأراضي والاملاك ومن كان مساهما في شركة اعضاؤها أكثر من عشرة اشخاص

## القوائم والمرشحين
بلغ عدد القوائم الانتخابية النهائية التي تقدمت للهيئة المستقلة للانتخاب (294) قائمة، وبلغ عدد المرشحين داخل هذه القوائم (1693) مرشحا، منهم (1329) ذكور، و (364) اناث.

## يوم الانتخاب
شارك في الانتخابات النيابية العامة للمجلس التاسع عشر في تمام الساعة التاسعة مساءً ليوم الثلاثاء الموافق 2020/11/10 وقد بلغت نسبة الاقتراع (29,90٪) منها (34,12%) للذكور و (26,11 ٪) للإناث، في حين بلغ عدد المقترعين (1,387,711) منهم (749,630) ذكور، و (638,081) إناث.

## النتائج للنهائية
صدرت النتائج النهائية لاعضاء مجلس النواب الأردني وكانت:
| الدائرة    | العدد | النواب الناجحون |
| عمان1      | 6     | 1. أندريه حواري 2. سليمان أبو يحيى 3. عبد الرحمن العوايشة 4. موسى علي هنطش 5. خليل عطية 6. كوتا ميادة شريم                                                                                                 |
| عمان2      | 6     | 1. غازي أحمد حسين بداوي 2. فايز إسماعيل محمد بصبوص 3. ضرار علي محمود الحراسيس 4. أيوب عبد الكريم خميس خميس 5. أحمد جميل عبد القادر عشا 6. عبد علي محمد عليان                                               |
| عمان3      | 6     | 1. خالد خليل محمود البستنجي 2. أحمد محمد علي الصفدي 3. حسين علي جريد الحراسيس 4. صالح عبدالكريم شحادة العرموطي 5. خلدون نواف أحمد حينا – المقعد الشركسي 6. المقعد المسيحي عمر النبر                        |
| عمان4      | 4     | 1. محمد يحيا محمد المحارمة 2. امغير عبدالله مغير الهملان 3. خير عبدالله عياد أبو صعيليك 4. عبدالله منور أحمد أبو زيد                                                                                       |
| عمان5      | 7     | 1. ينال عبد السلام فريحات 2. أسامة نايف الرحيل 3. نمر عبدالحميد السليحات 4. نصار حسن القيسي 5. أيمن فتحي صندوقة 6. فراس السواعير العجارمة 7. عدنان مشوقة (مقعد شركسي، شيشاني)                              |
| اربد1      | 6     | 1. عبدالمنعم صالح العودات 2. محمد ذياب جرادات 3. خالد أحمد الشلول 4. محمد احمد العبابنه 5. زهير سالم الدخل الله 6. راشد محمد الشوحة                                                                        |
| اربد2      | 4     | 1. خالد موسى عيسى أبو حسان 2. عبدالسلام أحمد الذيابات 3. يحيى حسين عبيدات 4. فواز محمود الزعبي 5. كوتا: امال ضيف الله البشير                                                                               |
| اربد3      | 4     | 1. سالم العمري 2. يسار خصاونة 3. محمد شطناوي 4. وائل رزوق - المقعد المسيحي |
| اربد4      | 5     | 1. جعفر محمود ربابعه 2. مجحم حمد الصقور 3. محمد تيسير بني ياسين 4. لي سليمان الغزاوي 5. عطا حسين ابداح |
| البلقاء    | 10    | 1. ضال الحياري 2. أحمد السراحنة 3. فادي العدوان 4. عبد الحليم الحمود 5. عارف السعايدة 6. طلال النسور 7. رائد السميرات 8. محمد العلاقمة 9. ضرار الداود 10. كوتا: دينا عوني البشير                           |
| الزرقاء1   | 8     | 1. سلامه علي سلمان البلوي 2. مرزا قاسم بولاد - المقعد الشركسي 3. محمد جميل الظهراوي 4. هايل فريح جريس -المقعد المسيحي 5. رائد مصباح رباع 6. محمد عواد الخلايله 7. محمد علي أبو صعيليك 8. محمد موسى الغويرى |
| الزرقاء2   | 4     | 1. احمد محمد الخلايله 2. علي سالم الخلايله 3. مر محمود الزيود 4. سليمان خليف القلاب 5. كوتا: رهق محمد الزواهره                                                                                             |
| الكرك      | 10    | 1- حمد القطاونة 2- غازي الذنيبات 3- أيمن مدانات 4- هيثم زيادين 5- جميل عشوش 6- طالب الصرايرة 7- عودة العواسة 8- أيمن المجالي 9- علي الطراونة 10- د سالم الضمور كوتا: مروه عبد الكريم الصعوب                |
| معان       | 4     | 1. محمود إبراهيم محمد الفرجات 2. تيسير محمد هليل ابوهلاله كريشان 3. محمد سليمان عيسى الهلالات 4. شادي عبد الله إبراهيم فريج 5. كوتا: عائشه احمد الحسنات                                                    |
| المفرق     | 4     | 1. نواف فارس خوالده 2. عبدالكريم الدغمي 3. إسماعيل راشد المشاقبه 4. يزن حسين الشديفات 5. كوتا: ريما محمد أبو العيس                                                                                         |
| الطفيلة    | 4     | 1. عبد الله علي عواد 1. محمد السعودي 2. محمد المرايات 3. أسامة القوابعة 4. كوتا: إسلام الطباشات |
| مادبا      | 4     | 1. عبد الرحيم فلاح عبيد الله المعايعه 2. نصار فالح إسماعيل الحيصه 3. صالح عبد الجليل مرار الوخيان 4. مجدي نورس جريس اليعقوب- المقعد المسيحي 5. كوتا: أسماء صالح الرواحنه                                   |
| جرش        | 4     | 1. زيد احمد العتوم 2. نواش عقله القواقزه 3. ماجد محمد الرواشده 4. عمر احمد العياصره 5. كوتا: فايزه احمد الشهاب                                                                                             |
| عجلون      | 4     | 1. خلدون شويات 2. بلال المومني 3. فراس القضاه 4. فريد حداد/ المقعد المسيحي 5. كوتا: صفاء المومني |
| العقبة     | 3     | 1. عبيد احمد عبيد ياسين 2. حسن صلاح صالح الرياطي 3. حازم صالح صالح المجالي 4. كوتا: روعه سليمان الغرابلي                                                                                                   |
| بدو الشمال | 3     | 1. ذياب شريتح المساعيد 2. حابس ركاد الشبيب 3. غازي عوده المقبل 4. كوتا: هاديه محمد السرحان |
| بدو الوسط  | 3     | 1. بسام محمد مفلح الفايز 2. محمد عناد محمد الفايز 3. عبد السلام علي الخضير: 4. كوتا: عبير عبد الله الجبور                                                                                                  |
| بدو الجنوب | 3     | 1. عيد محمد النعيمات 2. صالح ساري أبو تايه 3. توفيق عبد الله المراعيه 4. كوتا: زينب سلامه الموسى |

وبحسب انظمة قانون الانتخاب يوجد كوتا للسيدات في كل محافظة سيدة بالإضافة لثلاث دوائر وهي بدو الشمال والوسط والجنوب بعدد 15 سيدة:
- 1- عمان - مياده إبراهيم إبراهيم
- 2- اربد -امال ضيف الله البشير
- 3- البلقاء - دينا عوني البشير
- 4- الكرك - مروه عبد الكريم الصعوب
- 5- معان - عائشه احمد الحسنات
- 6- البادية الجنوبية - زينب سلامه الموسى
- 7- البادية الوسطى - عبير عبد الله الجبور
- 8- البادية الشمالية - هاديه محمد السرحان
- 9- العقبة - روعه سليمان الغرابلي
- 10- عجلون - صفاء عبد الله المومني
- 11- جرش - فايزه احمد الشهاب
- 12- مادبا - أسماء صالح الرواحنه
- 13- الطفيلة - اسلام صالح الطباشات
- 14- الزرقاء - رهق محمد الزواهره
- 15- المفرق - ريما محمد أبو العيس

## المشاركة الحزبية
شارك عدد كبير من الاحزاب في الانتخابات النيابية 2020 حيث بلغت الاحزاب المشاركة 41 حزباً من أصل 48 حزباً. وبلغ مجموع المترشحين 397 مترشحاً للانتخابات بما نسبته 23 بالمئة من إجمالي المترشحين بالمملكة والبالغ عددهم 1690 مترشحاً ومترشحة. ومن الاحزاب التي شاركت حزب جبهة العمل الإسلامي بعدد المترشحين، بواقع 41 مترشحاً ومترشحة، يليه حزب جبهة النهضة الوطنية بواقع 31 مترشحاً ومترشحة وحزبا الوسط الإسلامي والرسالة، في المرتبة الثالثة، بواقع 20 مترشحاً ومترشحة لكل منهما. وقدم حزب النهضة الوطنية 31 مترشحا. وحزب المؤتمر الوطني "زمزم” 17 مرشحا ومرشحة، بينما احتلت أحزاب وسطية حديثة التأسيس نسبيا المراتب اللاحقة في عدد الترشيحات، حيث قدم حزب "الطبيعة الديمقراطي الأردني 14 مرشحا ومرشحة، وحزب الاتجاه الوطني في الترتيب السادس، فيما جاء في الترتيب السابع، حزب الجبهة الأردنية الموحدة، تلاه حزبي الشعب الديمقراطي "حشد” وحزب المستقبل الأردني (11) في 7 دوائر انتخابية. وقدمت 5 أحزب 10 مرشحين، وهي أحزاب: الحركة القومية، والحزب الوطني الأردني، وحزب التيار الوطني، وحزب العدالة والإصلاح، وحزب الوفاء الوطني. وقدمت 4 أحزاب سياسية 9 مترشحين، وهي أحزاب: العدالة والتنمية، والاتحاد الوطني الأردني، وحزب المساواة الأردني، والحزب الديمقراطي الاجتماعي.

## البيان الوزاري
قامت حكومة بشر الخصاونة بعرض البيان الانتخابي  يوم الاحد بتاريخ 3 يناير 2021.